# 溫德米爾
溫德米爾（英語：Windermere），或譯文德米爾，是英國的一座城鎮和民政教區。位於英格蘭坎布里亞郡的湖區南部。溫德米爾的人口有約8,245人，和溫德米爾湖約有半英里的距離。溫德米爾是湖區內少數通鐵路（即温德米尔支线）的城鎮，也因此溫德米爾和其鄰接的鮑內斯並為湖區的觀光入口，是湖區重要的觀光城鎮。

## 外部連結
维基共享资源上的相關多媒體資源：溫德米爾